# Mamen Mayo
Mamen Mayo és una sèrie de televisió per internet espanyola de comèdia dramàtica creada per Eduard Sola per a SkyShowtime. Està produïda per Nostromo Pictures i protagonitzada per Silvia Abril, Pablo Capuz, Mona Martínez, Clara Sans i Toni Acosta. Es va estrenar en SkyShowtime el 18 de novembre de 2024.

## Argument
La sèrie se centra en la mitjancera d'herències Mamen Mayo (Sílvia Abril) i el seu equip, format pel seu ajudant David Faura (Pablo Capuz), la taxadora Sebastiana (Mona Martínez) i la jove advocada Clara Codina (Clara Sans), mentre intenta resoldre els conflictes d'interessos dins de les famílies embullades en disputes d'herències.

## Repartiment

### Repartiment principal
- Sílvia Abril com a Mamen Mayo
- Pablo Capuz com a David Faura
- Mona Martínez com a Sebastiana
- Clara Sans com a Clara Codina
- Toni Acosta com a Rebeca Mayo[3]

### Repartiment secundari
- Óscar de la Fuente[3]
- Francisco Reyes[3]
- Javier Pereira[3]

## Capítols
| Núm. | Títol                                  | Direcció            | Guió                             | Data d'estrena original |
| ---- | -------------------------------------- | ------------------- | -------------------------------- | ----------------------- |
| 1    | «Un piso y un fondo de inversión»      | Oriol Pérez Alcaraz | Eduard Sola                      | 18 de novembre de 2024  |
| 2    | «Una cabaña en el bosque»              | Carmen Aumedes      | Elisenda Gorgues                 | 18 de novembre de 2024  |
| 3    | «Una casa encantanda»                  | Carmen Aumedes      | Pol Cortecans                    | 18 de novembre de 2024  |
| 4    | «Un restaurante frente al mar»         | Oriol Pérez Alcaraz | Daniel González                  | 18 de novembre de 2024  |
| 5    | «Nicolásss»                            | Oriol Pérez Alcaraz | Daniel González                  | 18 de novembre de 2024  |
| 6    | «Joyas, ropa interior y un manuscrito» | Miguel Ángel Faura  | Daniel González                  | 18 de novembre de 2024  |
| 7    | «Un mechón de pelo»                    | Carmen Aumedes      | Elisenda Gorgues                 | 18 de novembre de 2024  |
| 8    | «Mediaciones Mayo»                     | Miguel Ángel Faura  | Miguel Ángel Faura y Eduard Sola | 18 de novembre de 2024  |

## Producció
Mamen Mayo va ser anunciada per primera vegada al juny de 2024 per Kai Finke, el CCO de SkyShowtime, durant l'esdeveniment de Conecta 8. a sèrie és la primera sèrie espanyola de producció pròpia de SkyShowtime, després que les seves sèries espanyoles originals anteriors—Bosé, Las invisibles, Mentiras pasajeras i la segona temporada de Por H o por B—fossin adquirides per a la seva distribució a Espanya mitjançant SkyShowtime per la seva homòloga estatunidenca Paramount+. Al setembre de 2024, SkyShowtime va confirmar la sèrie de manera formal i va anunciar que el seu repartiment estava format per Sílvia Abril, Pablo Capuz, Mona Martínez, Clara Sans, Óscar de la Fuente, Francisco Reyes, Javier Pereira i Toni Acosta.
Els showrunners de la sèrie són Eduard Sola i Miguel Ángel Faura, el primer d’ells també és el creador de la sèrie.

## Llançament i màrqueting
A l'octubre de 2024, SkyShowtime va treure el primer pòster de la sèrie i va programar la seva estrena per al 18 de novembre de 2024..

## Reconeixements
| Any  | Premi            | Categoria               | Nominat                 | Resultat | Ref   |
| ---- | ---------------- | ----------------------- | ----------------------- | -------- | ----- |
| 2025 | XII Premis Feroz | Millor sèrie de comèdia | Millor sèrie de comèdia | Pendent  | [ 9 ] |